# Benedykt XIII (papież)
Benedykt XIII (łac. Benedictus XIII, właśc. Vincenzo Maria Orsini de Gravina OP; ur. 2 lutego 1650 w Gravina in Puglia, zm. 21 lutego 1730 w Rzymie) – włoski duchowny rzymskokatolicki, dominikanin, 245. papież w okresie od 29 maja 1724 do 21 lutego 1730, Sługa Boży.

## Życiorys

### Wczesne życie
Pochodził z arystokratycznego rodu, który dał Kościołowi kilku papieży. Urodził się jako Pietro Francesco Orsini; był synem Ferdinanda Orsini i Giovanny Frangipani. Zrezygnował z praw dziedzicznych i w 1667 wstąpił do zakonu dominikanów. W 1668 złożył śluby zakonne, w lutym 1671 przyjął święcenia najpierw diakonatu, następnie kapłaństwa. Chciał prowadzić pobożne, skromne życie w klasztorze, jednak zabiegi rodziny dały mu w młodym wieku miejsce w Kolegium Kardynałów (22 lutego 1672, prezbiter San Sisto) oraz arcybiskupstwo Manfredonii (konsekrowany 3 lutego 1675 przez kardynała Paluzzo Paluzzi Altieri). W 1680 został biskupem Ceseny (z tytułem personalnym arcybiskupa), w marcu 1686 – ze względu na niesprzyjający jego zdrowiu klimat w Cesenie – przeniesiony na arcybiskupa Benewentu. W styczniu 1701 został kardynałem biskupem Frascati, a w 1715 kardynałem biskupem Porto e Santa Rufina. Przez cały czas utrzymywał jednocześnie stolicę Benewentu, a w 1715 został subdziekanem Kolegium Kardynałów.
Jako kardynał zasiadał w następujących kongregacjach Kurii Rzymskiej:
- Kongregacji ds. Soboru Trydenckiego (1672–1724, w tym w latach 1673–1675 jako prefekt)
- Kongregacji ds. Biskupów i Zakonników (1672–1724)
- Kongregacji ds. Odpustów i Świętych Relikwii (1672–1724)
- Kongregacji ds. Obrzędów (1675–1724)
- Kongregacji ds. Kościelnych Immunitetów (1684–1724)
- Kongregacji ds. Egzaminowania Biskupów (1690–1721)
- Kongregacji Świętego Oficjum Inkwizycji (1691–1724)
- Kongregacji ds. Wizytacji Apostolskich (1720–1724)

### Wybór na papieża
Brał udział we wszystkich kolejnych konklawe – w 1676, 1689, 1691, 1700 i 1721. Konklawe 1724 po śmierci Innocentego XIII nie mogło przez dziewięć tygodni wyłonić nowego papieża wskutek starć frakcji hiszpańskiej, francuskiej i prohabsburskiej. Kardynał Orsini, kandydat kompromisowy, został wybrany 29 maja 1724 i wzbraniał się przed przyjęciem decyzji konklawe, ostatecznie przekonał go przełożony zakonu dominikanów. Orsini przyjął początkowo imię Benedykta XIV, zmienił je jednak na Benedykt XIII (inny Benedykt XIII, Pedro da Luna, był antypapieżem na przełomie XIV i XV wieku). Wybór imienia był poświęcony innemu dominikaninowi na tronie papieskim, Benedyktowi XI (zmarłemu w 1304). Nowy papież został koronowany 4 czerwca 1724.

### Pontyfikat
Po wyborze Benedykt podjął decyzję o utrzymaniu przy sobie godności arcybiskupa Benevento, powierzył zatem administrację swojemu wieloletniemu sekretarzowi, Niccolò Coscii, którego dodatkowo mianował kardynałem i uczynił swoim najbliższym współpracownikiem. Nie był to trafny wybór, Coscia szybko zaczął wykorzystywać swoją silną pozycję w Państwie Kościelnym do serii nadużyć, ostatecznie nie zawahał się nawet przed przywłaszczeniem znacznej sumy ze skarbca watykańskiego. Pod naciskiem nowego współpracownika, papież mianował też kardynałem Nicolò Lercariego, który stał się prawą ręką Coscii. Osoba kardynała Coscii rzuca cień na pontyfikat Benedykta XIII, który niezależnie od tego podjął wiele dobrze ocenianych działań. Po jego śmierci, kardynałowi Coscii wytoczono proces, w którym skazano go na 10 lat więzienia i grzywnę 100 000 skudów.
Poprzez skłonności do przekupstwa kardynała Coscii, Wiktorowi Amadeuszowi II udało się uzyskać tytuł króla i prawa do nadawania biskupstw na Sardynii. Dodatkowo w 1727 roku podpisał konkordat, przy okazji którego wynagrodził finansowo papieskich negocjatorów. Za ich namową, Benedykt wydał korzystną dla cesarza Karola VI, bullę, która wprawdzie potępiła "monarchię sycylijską", lecz w praktyce nadała jej władcy kontrolę nad tamtejszym Kościołem. Benedykt sprzeciwił się także nominacji kardynalskiej dla nuncjusza w Portugalii, wbrew żądaniom króla Jana V.
Działalność duszpasterską sprawował osobiście, mimo podeszłego wieku w chwili wyboru. Konsekrował nowe kościoły, udzielał sakramentów, przewodniczył synodowi plenarnemu na Lateranie, z okazji Roku Jubileuszowego. Przeciwstawił się obyczajom duchowieństwa, ograniczył praktyki nepotyzmu. Zakazał także organizacji loterii państwowej, która stała się źródłem nadużyć, oraz potwierdził bullę Klemensa XI Unigenitus, potępiającą jansenizm. Doprowadziło to nawet do podporządkowania się francuskiego kardynała de Noailles'a.
Rozszerzając kult Grzegorza VII na cały Kościół, wywołał kryzys międzynarodowy, ponieważ stanowiło to potwierdzenie stanowiska o wyższości Kościoła nad państwem świeckim (pochwalono ekskomunikę cesarza Henryka IV przez papieża Grzegorza). Działania Niccolò Coscii odebrały także popularność papieżowi w samym Rzymie.
Kreował 29 kardynałów na dwunastu konsystorzach. Dokonał kanonizacji Stanisława Kostki, Alojzego Gonzagi, Jana od Krzyża i Jana Nepomucena.

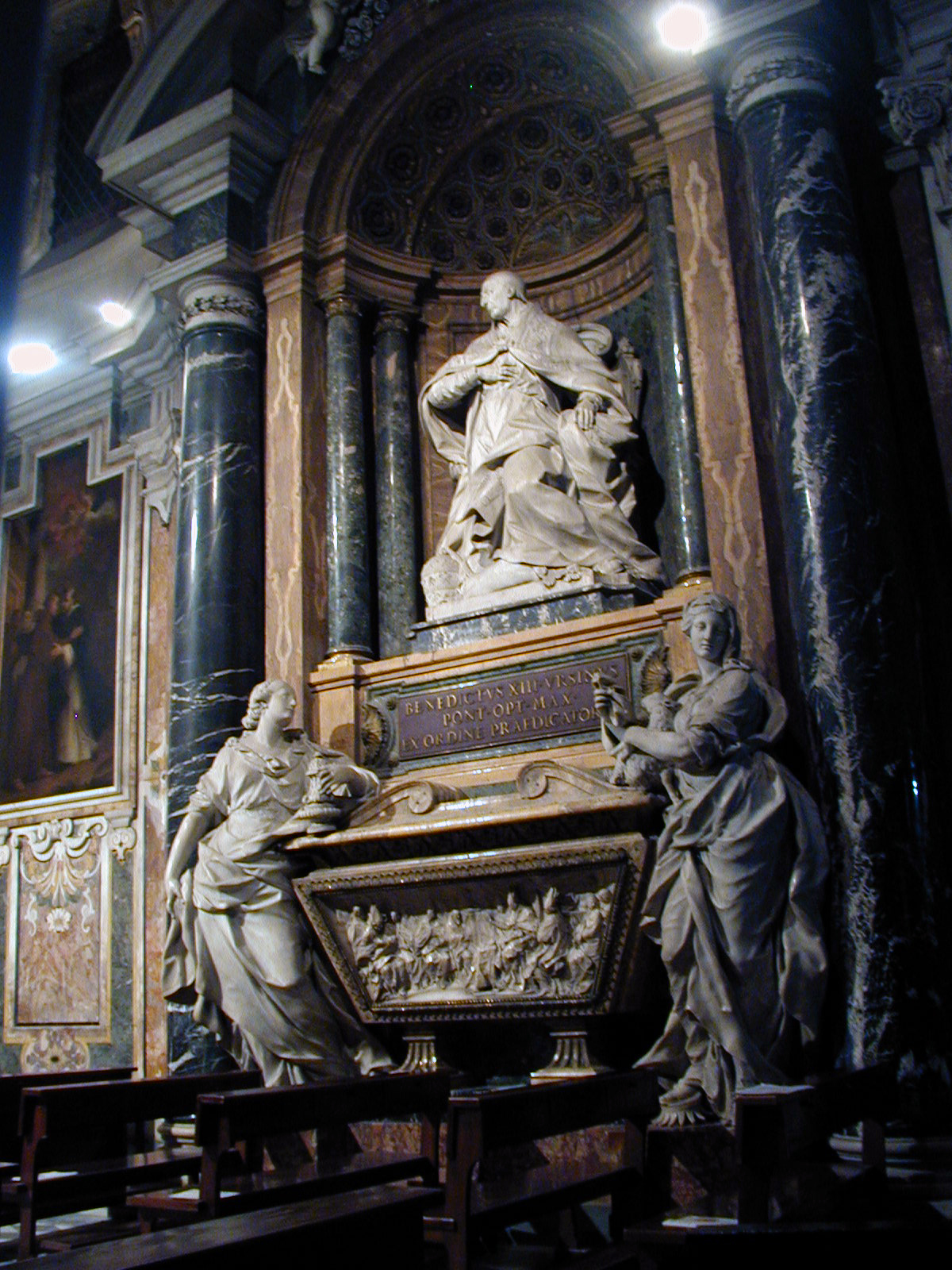
Grób Benedykta XIII w Bazylice Santa Maria sopra Minerva

Benedykt XIII został pochowany w kościele S. Maria sopra Minerva w Rzymie, tradycyjnie związanym z zakonem dominikanów. Dwukrotnie, w 1755 i w 1931 podjęto próbę wszczęcia procesu beatyfikacyjnego papieża, jednak za każdym razem proces anulowano, ze względu na podawaną w wątpliwość moralność papieskiego sekretarza. W 2004 proces wznowiono i odtąd Benedykt XIII jest sługą Bożym.

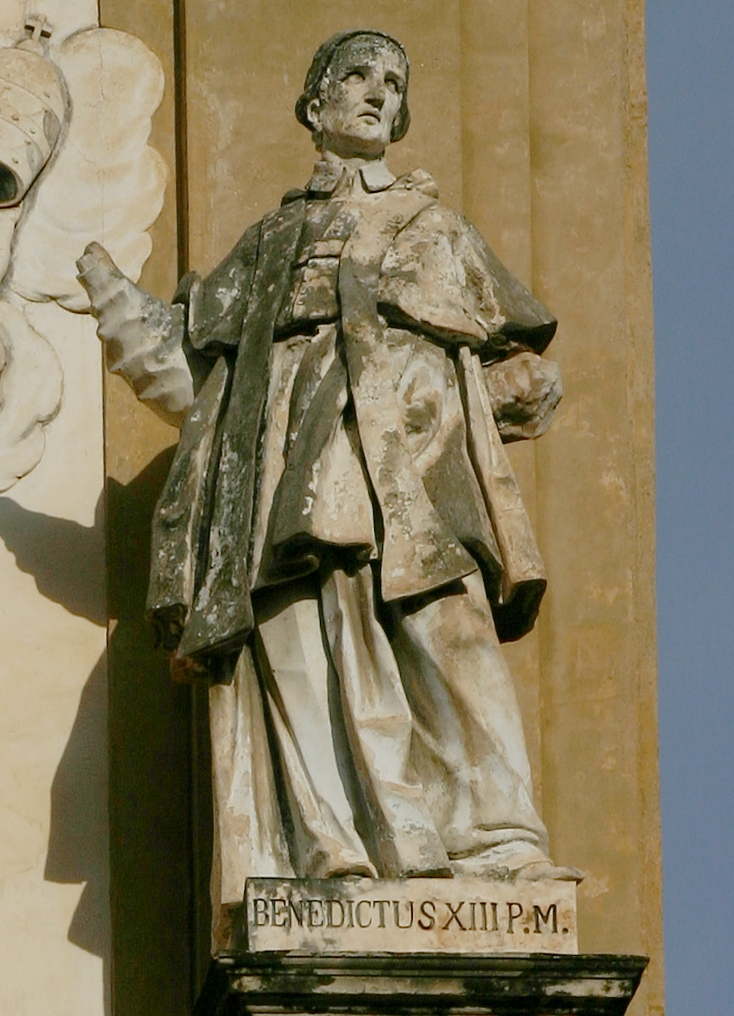
Pomnik Benedykta XIII w Palermo